# IDDQD
IDDQD — дебютный студийный альбом российского музыканта DJ Smash, выпущенный 17 ноября 2008 года на музыкальном лейбле SBA Publishing.[уточнить]

## О названии альбома
IDDQD был назван в честь одноимённого кода в компьютерной игре Doom 1993 года, даровавшего игровому персонажу неуязвимость.[уточнить]

## Рецензии
Когда Андрей Ширман, он же DJ Smash, сочинял песню про волну, что затопит «наши города», ещё не было и намека на реальный шторм, который подкрался незаметно, но теперь уже успел смыть серьёзную часть этой реальности. Ландшафт меняется на глазах. Песня «Оранжевый бентли» («Это не обман, я Петя Листерман»), скорее всего, скоро и вправду потеряет актуальность. Но страсть массовой дискотечной публики к элементарно организованному мейнстрим-хаусу и мотивам советской эстрады никуда не денется. Остальной клубный мир переживает одну музыкальную моду за другой, однако приверженность нашего народа размеру 4/4 и прямой бочке, бьющей с частотой 125 ударов в минуту, тверда, как кремень.
 — пишет Борис Барабанов в журнале Коммерсантъ-Weekend

## Список композиций
1. Intro
2. Moscow Never Sleeps — при участии Fast Food
3. Волна — при участии Fast Food, Люды Соколовой и Павла «Снежка» Воли
4. Dr Shoo Never Dies — при участии DJ Vengerov, Лерики Голубевой, Гулливера
5. Любовь побеждает время — при участии Дмитрия Диброва
6. Лучшие песни — при участии Андрея Ширмана
7. Скажи себе (Don’t Stop) — при участии Fast Food и Тимати
8. Паша — Face Control (Remix) — при участии «Дискотеки Аварии»
9. Самолет — при участии Наташи
10. Оранжевый бэнтли — при участии Петра Листермана
11. Ураган — при участии Piere L.
12. Танцуй — при участии Александра Реввы
13. Моя Москва — при участии Fast Food

### Бонус-треки
1. Волна (Dj Antonie & Yoko Remix Video Edit) (Бонус-трек)
2. Москва ждет февраль (Made In 1982) (Бонус-трек)